# Třebonín
Třebonín je obec v okrese Kutná Hora ve Středočeském kraji. Leží asi jedenáct kilometrů jižně od Kutné Hory a devět kilometrů jihozápadně od Čáslavi. Žije v ní 133 obyvatel.

## Název
Název Třebonín je odvozen z osobního jména Třeboně ve významu Třeboňův dvůr. V historických pramenech se jméno objevuje ve tvarech: Trebonin (1194), Trzebonyn (1352, 1367 až okolo roku 1405), w Trzeboninie (1544) nebo Tržebonin (1654).

## Historie
Nejstarší stopy středověkého osídlení krajiny v okolí Třebonína pochází přibližně ze dvanáctého století, na jehož konci byl vybudován kostel svatého Matouše. Kostel byl centrem sídliště, které mělo nepravidelný půdorys. Za stopy tehdejších usedlostí jsou považovány shluky keramických zlomků odhalené archeologickým výzkumem převážně do vzdálenosti pět set metrů východně od kostela. K sídlišti snad patřilo hradiště označované jako Hrádek u Třebonína, které v případě vpádu vojsk poskytovalo obyvatelům vsi bezpečné útočiště.  Vojenské útoky hrozily v souvislosti s polohou Třebonína v relativní blízkosti (osm až devět kilometrů) od obchodní, tzv. haberské, stezky. K této nejstarší fázi vsi se vztahuje první písemná zmínka z roku 1194, která uvádí Ubislava z Třebonína. Vesnice tvořená rozptýlenými dvorci zanikla nejspíše koncem třináctého století, kdy ji pravděpodobně nahradilo nové sídlo návesního typu.
V obci Třebonín (485 obyvatel, katol. kostel) byly v roce 1932 evidovány tyto živnosti a obchody: 3 hostince, 2 koláři, kovář, 2 mlýny, obuvník, obchod s ovocem a zeleninou, sadař, 3 obchody se smíšeným zbožím, spořitelní a záložní spolek pro Třebonín, švadlena, trafika, truhlář.

## Obyvatelstvo
| Rok            | 1869 | 1880 | 1890 | 1900 | 1910 | 1921 | 1930 | 1950 | 1961 | 1970 | 1980 | 1991 | 2001 | 2011 | 2021 |
| -------------- | ---- | ---- | ---- | ---- | ---- | ---- | ---- | ---- | ---- | ---- | ---- | ---- | ---- | ---- | ---- |
| Počet obyvatel | 384  | 403  | 376  | 376  | 362  | 355  | 283  | 231  | 195  | 164  | 169  | 122  | 125  | 133  | 139  |
| Počet domů     | 47   | 53   | 53   | 59   | 57   | 61   | 65   | 70   | 57   | 48   | 53   | 51   | 70   | 77   | 77   |

## Obecní správa

### Územněsprávní začlenění
Dějiny územněsprávního začleňování zahrnují období od roku 1850 do současnosti. V chronologickém přehledu je uvedena územně administrativní příslušnost obce (části obce) v roce, kdy ke změně došlo:
- 1850 země česká, kraj Pardubice, politický okres Kutná Hora, soudní okres Čáslav[12]
- 1855 země česká, kraj Čáslav, soudní okres Čáslav
- 1868 země česká, politický i soudní okres Čáslav
- 1939 země česká, Oberlandrat Kolín, politický i soudní okres Čáslav[13]
- 1942 země česká, Oberlandrat Praha, politický i soudní okres Čáslav[14]
- 1945 země česká, správní i soudní okres Čáslav[15]
- 1949 Pardubický kraj, okres Čáslav[16]
- 1960 Středočeský kraj, okres Kutná Hora
- k 1. lednu 1980 Středočeský kraj, okres Kutná Hora, obec Krchleby[17]
- k 24. listopadu 1990 Středočeský kraj, okres Kutná Hora[17]
- 2003 Středočeský kraj, obec s rozšířenou působností Čáslav

### Obecní symboly
Znak a vlajka byly obci uděleny rozhodnutím předsedy Poslanecké sněmovny Parlamentu České republiky dne 6. června 2017.

## Doprava
Dopravní síť
- Pozemní komunikace – Zastavěným územím obce prochází silnice III. třídy. Katastrálním územím obce vede silnice II/339 Čáslav – Červené Janovice – Ledeč nad Sázavou.
- Železnice – Železniční trať ani stanice na území obce nejsou.

Veřejná doprava 2011
- Autobusová doprava – Obcí projížděly v pracovních dnech autobusové linky do Čáslavi, Červených Janovic, Kutné Hory, Petrovic, Zbraslavic, Zbýšova a Zruče nad Sázavou (dopravce Veolia Transport Východní Čechy). O víkendu byla obec bez dopravní obsluhy.

## Pamětihodnosti
- Kostel svatého Matouše na severní části návsi

## Galerie

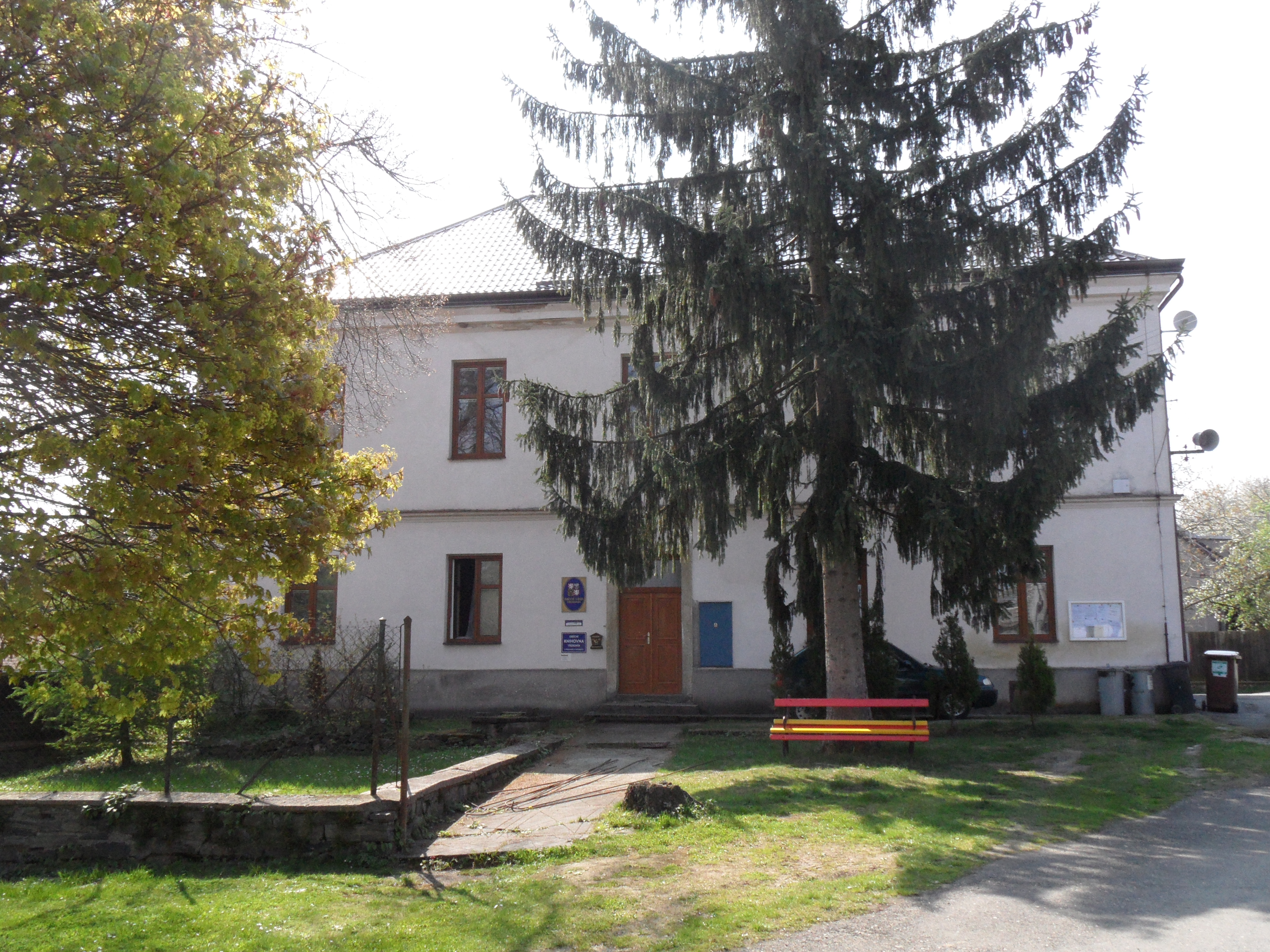
Obecní úřad a obecní knihovna
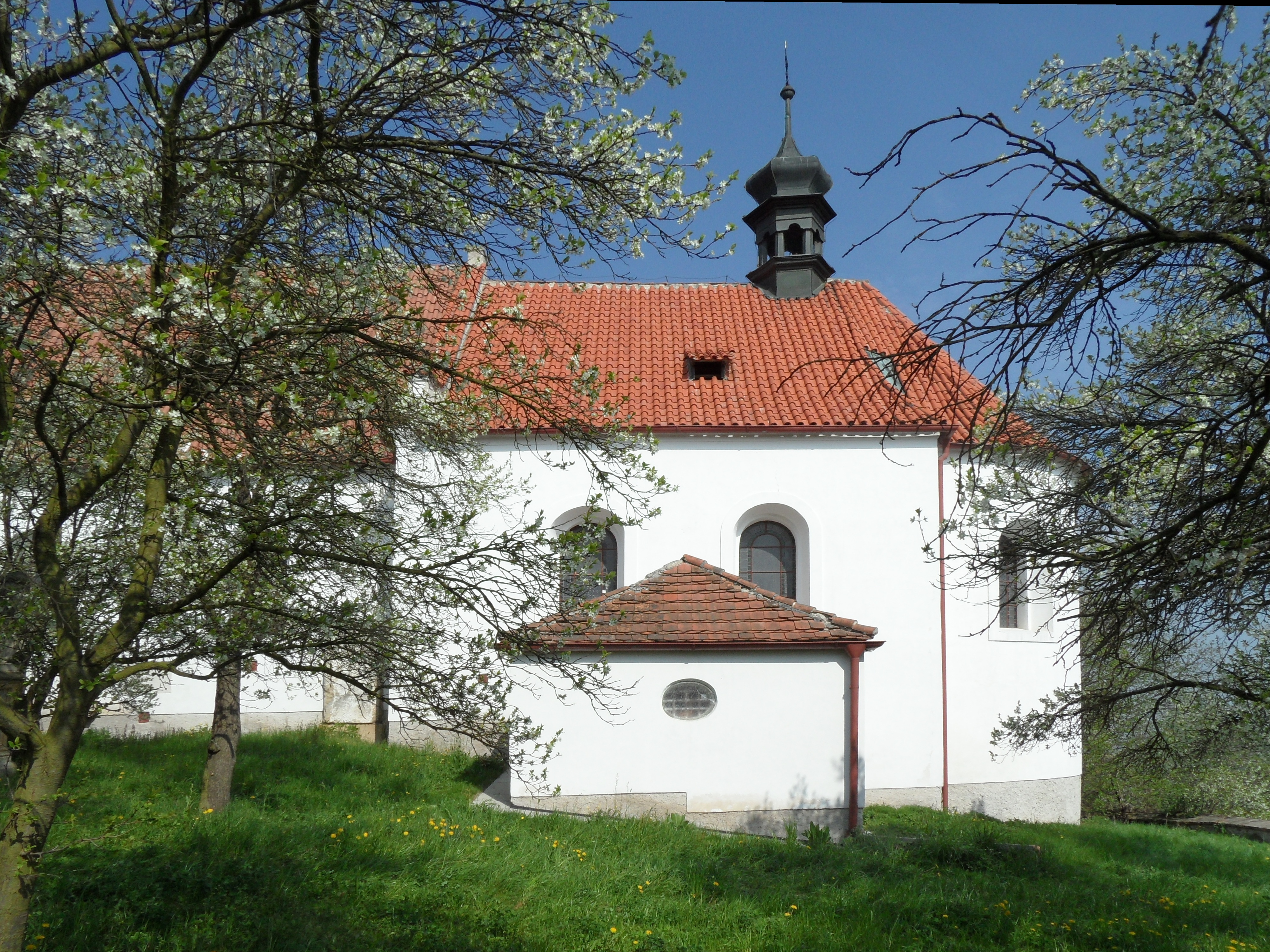
Kostel svatého Matouše
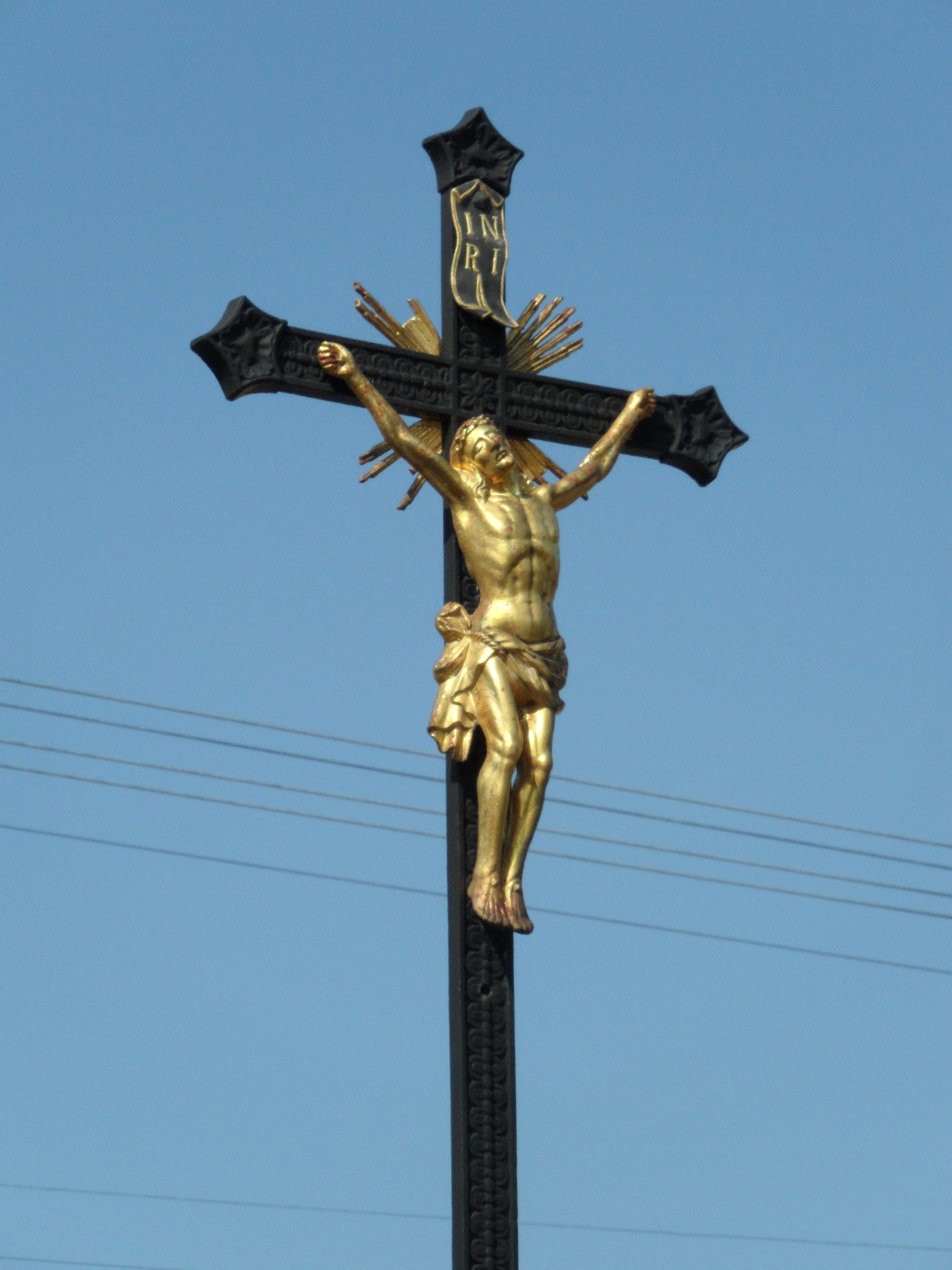
Detail křížku na návsi
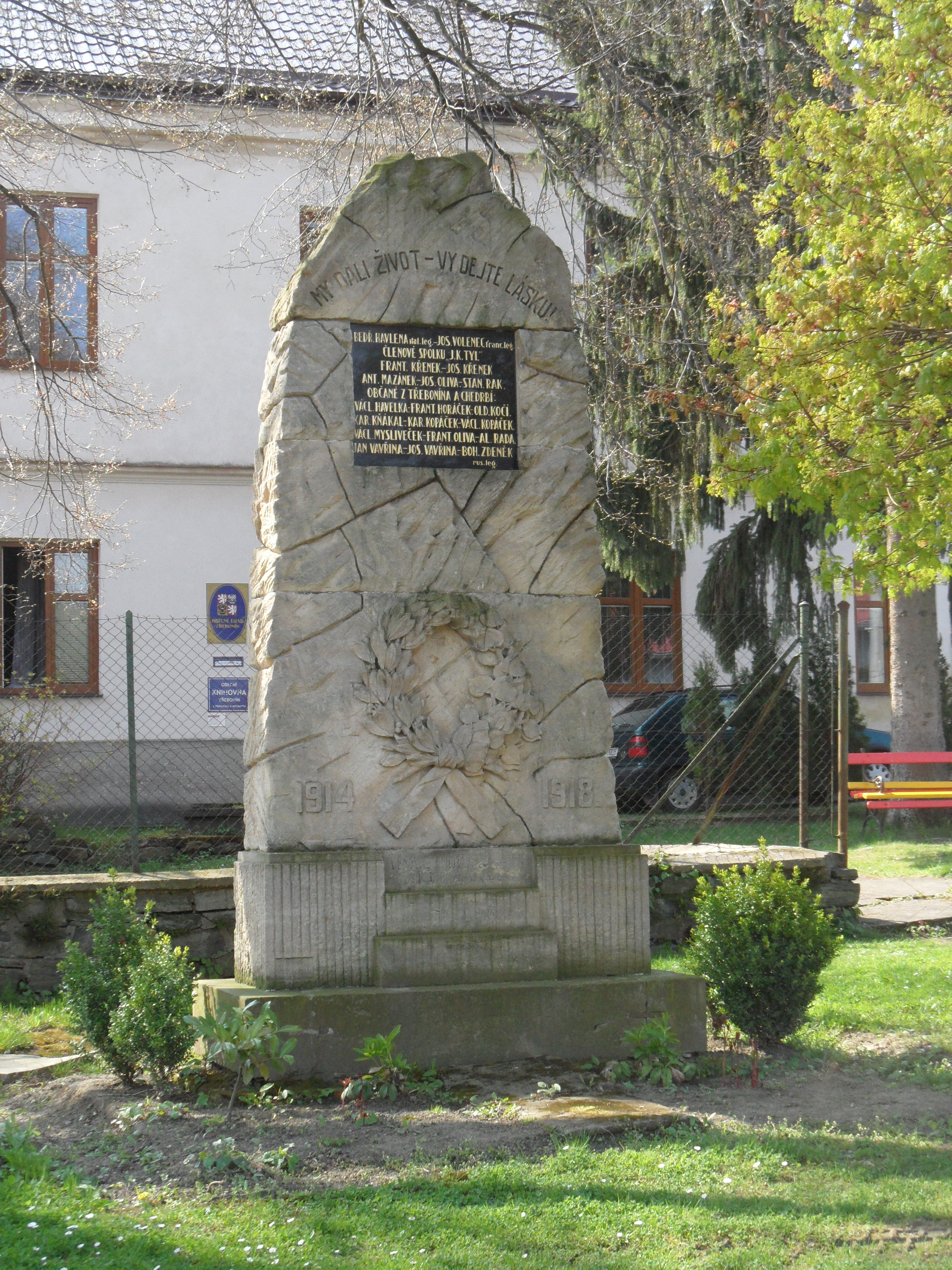
Památník obětem první světové války
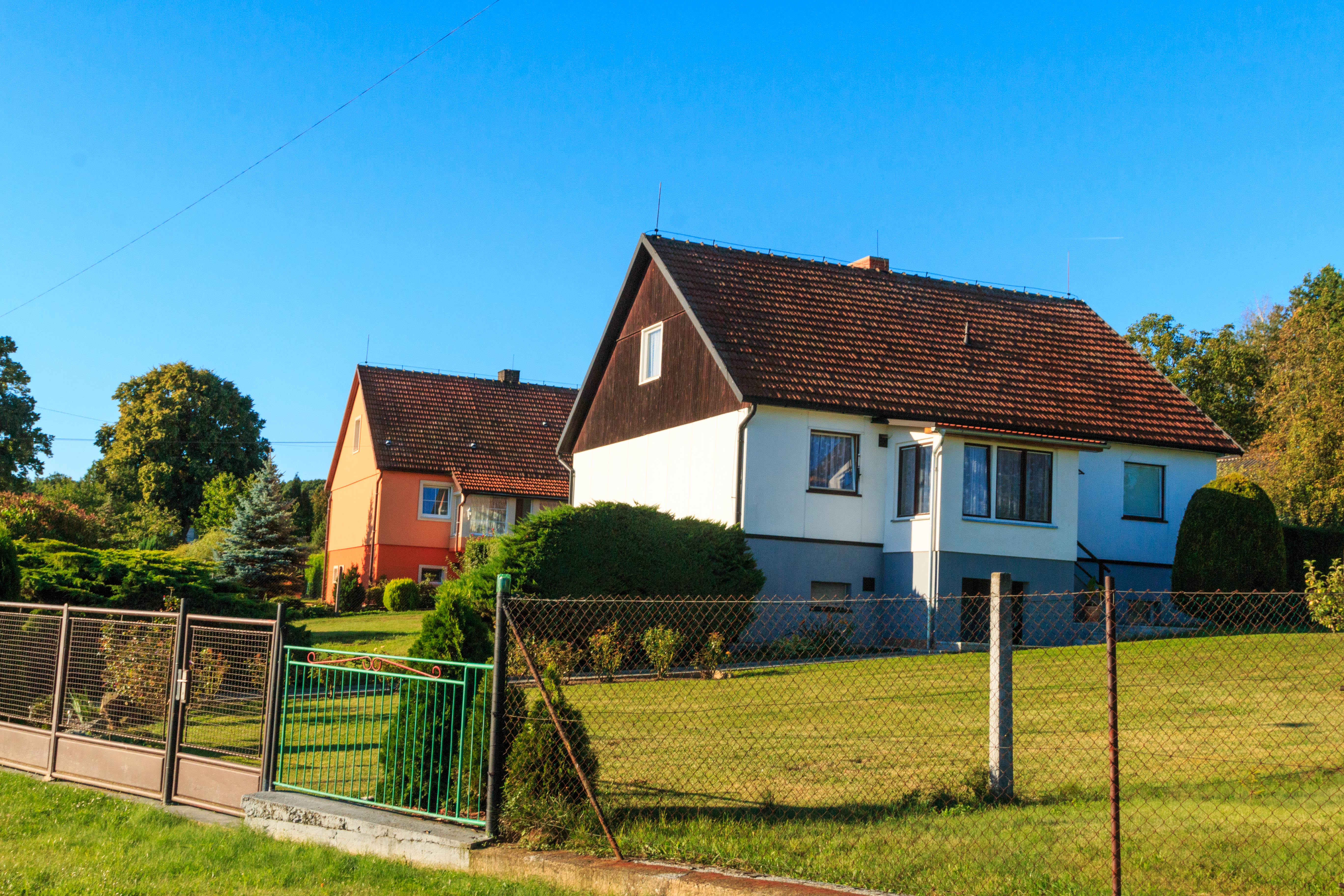
Dům čp. 101